# Bearded collie
För andra betydelser, se Collie (olika betydelser).
Bearded collie är en hundras från Skottland i Storbritannien. Ursprungligen är den en vallhund men är idag vanligare som sällskapshund. Dess skägg har bidragit till rasnamnet bearded (skäggig). Till vardags brukar man kalla bearded collien för beardis.

## Historia
Rasen anses ha anor från 1500-talet och räknas som en av Storbritanniens äldsta vallhundsraser. Den äldsta avbildningen är en målning från 1771 av Thomas Gainsborough (1727-1788) föreställande dåvarande hertigen av Buccleuch.Bearded collien var framförallt en boskapsvallare. 2017 publicerades en DNA-studie som kom fram till att bearded collien är nära besläktad med andra brittiska vallhundsraser, speciellt den vanliga collien (14%) och framförallt border collien (18%). Förvånande är att de är relativt lågt besläktade med den liknande skäggiga, men svanslösa, old english sheepdog. (3.7%, jämfört med 4.2% släktskap med den kortbenta welsh corgi) Förr sågs den som en strävhårig variant av den vanliga collien, men idag har raserna vuxit mer isär och bearded collien har en kraftigare benstomme och är lägre ställd. Det finns också teorier om släktskap med polski owczarek nizinny.
En rasklubb bildades 1912 i Edinburgh och en rasstandard skrevs. Under mellankrigstiden var rasen nära att dö ut. Dagens bearded collie är resultatet av restaureringsarbete efter andra världskriget då de sista spillrorna upptäcktes av en tillfällighet. 1955 bildades en ny rasklubb och 1959 blev rasen erkänd av the Kennel Club. 1960 kom den första bearded collien till Sverige.

## Egenskaper
Även om man idag inte avlar först och främst på vallegenskaperna så finns de kvar i en varierande grad. Rasen har rönt framgångar på lydnadsprov, där den första svenska beardisen tog sitt championat 1977. Sedan dess har det blivit över 40 beardisar som har tagit lydnadschampionat. 1996 kom en bearded collie tvåa i världsmästerskapen i lydnad. Rasen har även varit representerad i nordiska mästerskapen i bruksprovsgrenen spår. Ett antal bearded collies har även blivit viltspårschampion samt agilitychampion.
Bearded collien bör ses som en allroundhund. Den är en pigg, glad, alert och trevlig familjehund som gillar att vara ute i alla väder och kan umgås med allt och alla.

## Utseende
Bearded collien är en medelstor hund vars mankhöjd är för tikar 51–53 cm och för hanar 53–56 cm. Det finns fem tillåtna färger: svart, brun, blå, grå samt sand. Om vita tecken förekommer, ska det finnas endast på nospartiet, som bläs på huvudet, på svanstippen, bröst, ben och tassar.